# Taizé-Maulais
Pour les articles homonymes, voir Taizé.
Taizé-Maulais (précédemment nommée Taizé) est une ancienne commune du Centre-Ouest de la France située dans le département des Deux-Sèvres en région Nouvelle-Aquitaine.

## Géographie

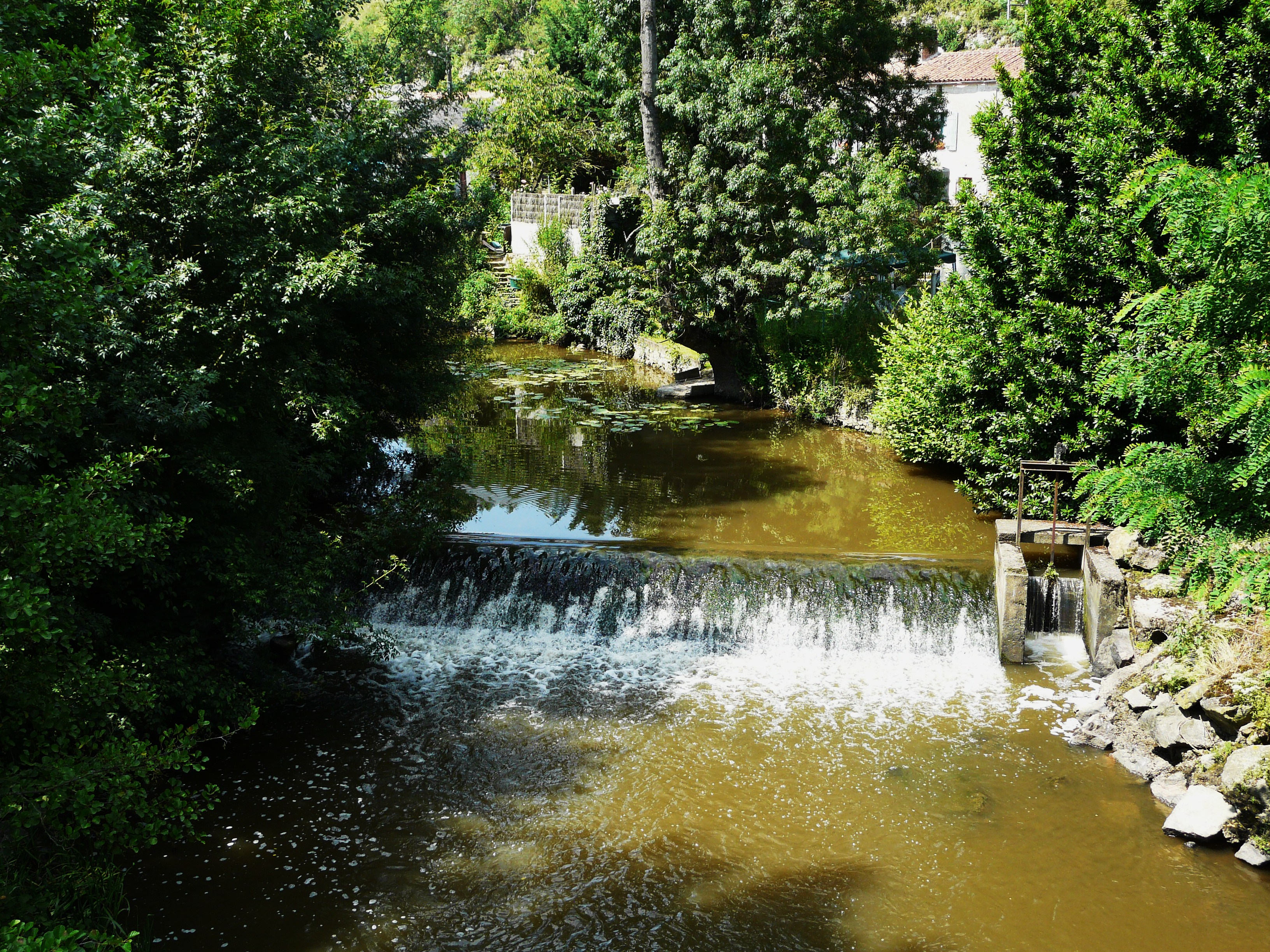
Le Thouaret à Maulais.

La commune de Taizé-Maulais, commune rurale localisée au nord du département des Deux-Sèvres, à la confluence du Thouet et du Thouaret, est connue au-delà de ses frontières grâce à ses melons.
Elle se compose de cinq principaux villages : Auboué, Ligaine, Maranzais, Maulais (ancienne commune) et Taizé.
Le bourg de Taizé est implanté à dix kilomètres au sud-est de Thouars.

## Histoire
Avec neuf dolmens et un tumulus, la commune de Taizé-Maulais est le site mégalithique le plus important des Deux-Sèvres.
Au lieu-dit le fief de Boué, des constructions gallo-romaines ont été mises au jour.
La butte de Montcoué, butte-témoin qui fut le siège en 1033 d'une bataille entre Angevins et Poitevins. Sur place, trois croix témoignent de cet événement.
Par arrêté préfectoral du 8 décembre 1972, effectif le 1er janvier 1973, la commune de Maulais entre en fusion-association avec celle de Taizé.
Par arrêté préfectoral du 19 décembre 2013, cette association a été transformée en fusion simple avec effet au 1er janvier 2014, mettant ainsi fin au statut de commune associée de Maulais. Enfin, par un autre arrêté pris le 21 août 2015, la commune a pris le nom de Taizé-Maulais, depuis le 1er janvier 2016.
Le 1er janvier 2019, elle fusionne avec Brie, Oiron et Saint-Jouin-de-Marnes pour constituer la commune nouvelle de Plaine-et-Vallées.

## Politique et administration

### Administration municipale
| Période      | Période   | Identité     | Étiquette | Qualité  |
| ------------ | --------- | ------------ | --------- | -------- |
| janvier 2019 | juin 2020 | Alain Blot   |           |          |
| juin 2020    |           | Alain Dinais | -         | Retraité |

| Période                                  | Période       | Identité          | Étiquette | Qualité                                        |
| ---------------------------------------- | ------------- | ----------------- | --------- | ---------------------------------------------- |
| Les données manquantes sont à compléter. |               |                   |           |                                                |
| maire en 1880                            | ?             | Armand Phelipeau  |           | Suppléant du juge de paix du canton de Thouars |
| ?                                        | ?             | Raymond Jeault    |           |                                                |
| ?                                        | 1995          | Joseph Sourisseau |           |                                                |
| 1995                                     | 2014          | Jean Thomas       |           | Enseignant                                     |
| 2014                                     | décembre 2018 | Alain Blot        |           |                                                |

La commune de Taizé-Maulais faisait partie de la communauté de communes du Thouarsais et du syndicat du Pays thouarsais.

### Jumelages
- Avin (Belgique).

## Démographie
Jusqu'en 1972, les communes de Maulais et Taizé étaient indépendantes. Le 1er janvier 1973, Maulais s'associe avec Taizé. Le 1er janvier 2014, la fusion-association cesse pour être remplacée par une fusion définitive. Le 1er janvier 2016, la commune prend le nom de Taizé-Maulais.

### Démographie de Taizé, puis de Taizé-Maulais
L'évolution du nombre d'habitants est connue à travers les recensements de la population effectués dans la commune depuis 1793. Pour les communes de moins de 10 000 habitants, une enquête de recensement portant sur toute la population est réalisée tous les cinq ans, les populations de référence des années intermédiaires étant quant à elles estimées par interpolation ou extrapolation. Pour la commune, le premier recensement exhaustif entrant dans le cadre du nouveau dispositif a été réalisé en 2005.

En 2016, la commune comptait 764 habitants, en évolution de −1,67 % par rapport à 2010 (Deux-Sèvres : +0,18 %, France hors Mayotte : +2,11 %).
| 1793 | 1800 | 1806 | 1821 | 1831 | 1836 | 1841 | 1846 | 1851 |
| ---- | ---- | ---- | ---- | ---- | ---- | ---- | ---- | ---- |
| 511  | 393  | 446  | 498  | 544  | 590  | 561  | 593  | 592  |

| 1856 | 1861 | 1866 | 1872 | 1876 | 1881 | 1886 | 1891 | 1896 |
| ---- | ---- | ---- | ---- | ---- | ---- | ---- | ---- | ---- |
| 622  | 648  | 655  | 637  | 627  | 625  | 691  | 685  | 652  |

| 1901 | 1906 | 1911 | 1921 | 1926 | 1931 | 1936 | 1946 | 1954 |
| ---- | ---- | ---- | ---- | ---- | ---- | ---- | ---- | ---- |
| 643  | 650  | 633  | 582  | 588  | 586  | 586  | 590  | 589  |

| 1962 | 1968 | 1975 | 1982 | 1990 | 1999 | 2005 | 2006 | 2010 |
| ---- | ---- | ---- | ---- | ---- | ---- | ---- | ---- | ---- |
| 547  | 505  | 597  | 596  | 689  | 725  | 737  | 732  | 777  |

| 2016 | - | - | - | - | - | - | - | - |
| ---- | - | - | - | - | - | - | - | - |
| 764  | - | - | - | - | - | - | - | - |

## Culture locale et patrimoine

### Lieux et monuments
- Nécropole de Montpalais : un tumulus et six dolmens. L'un d'entre eux, au lieu-dit la Pierre levée, est inscrit au titre des monuments historiques.

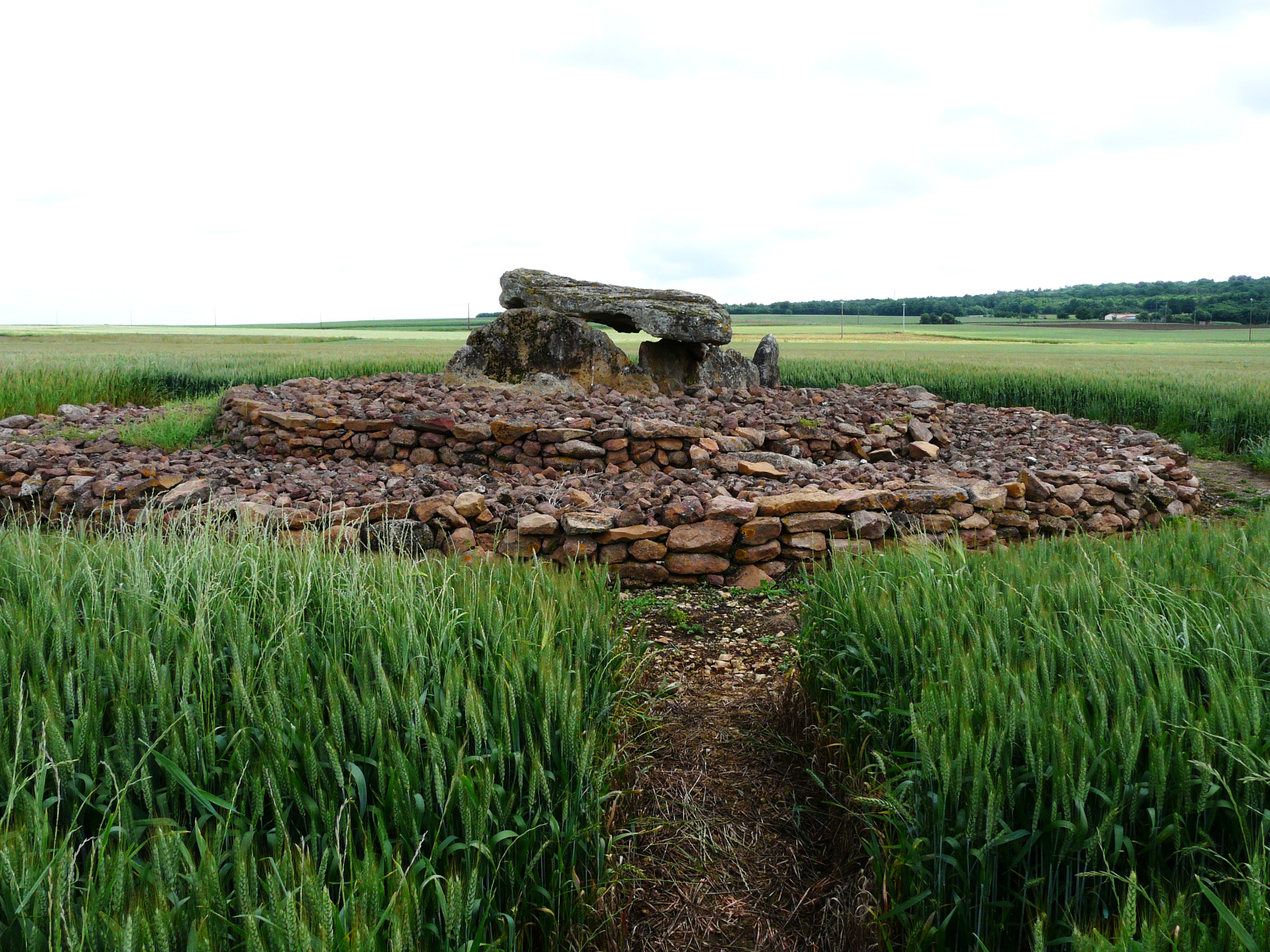
Les six dolmens au...
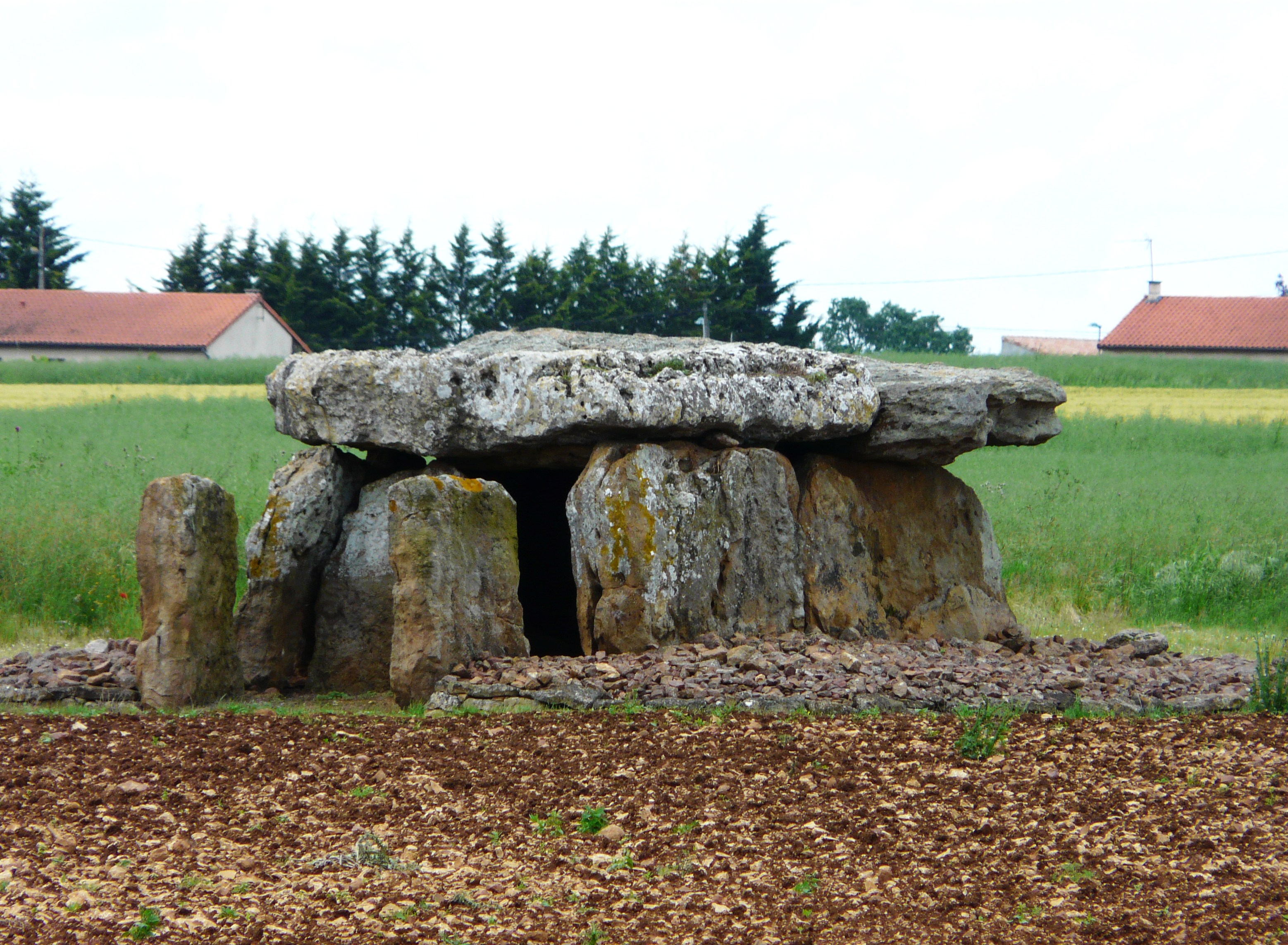
..lieu-dit la Pierre levée...
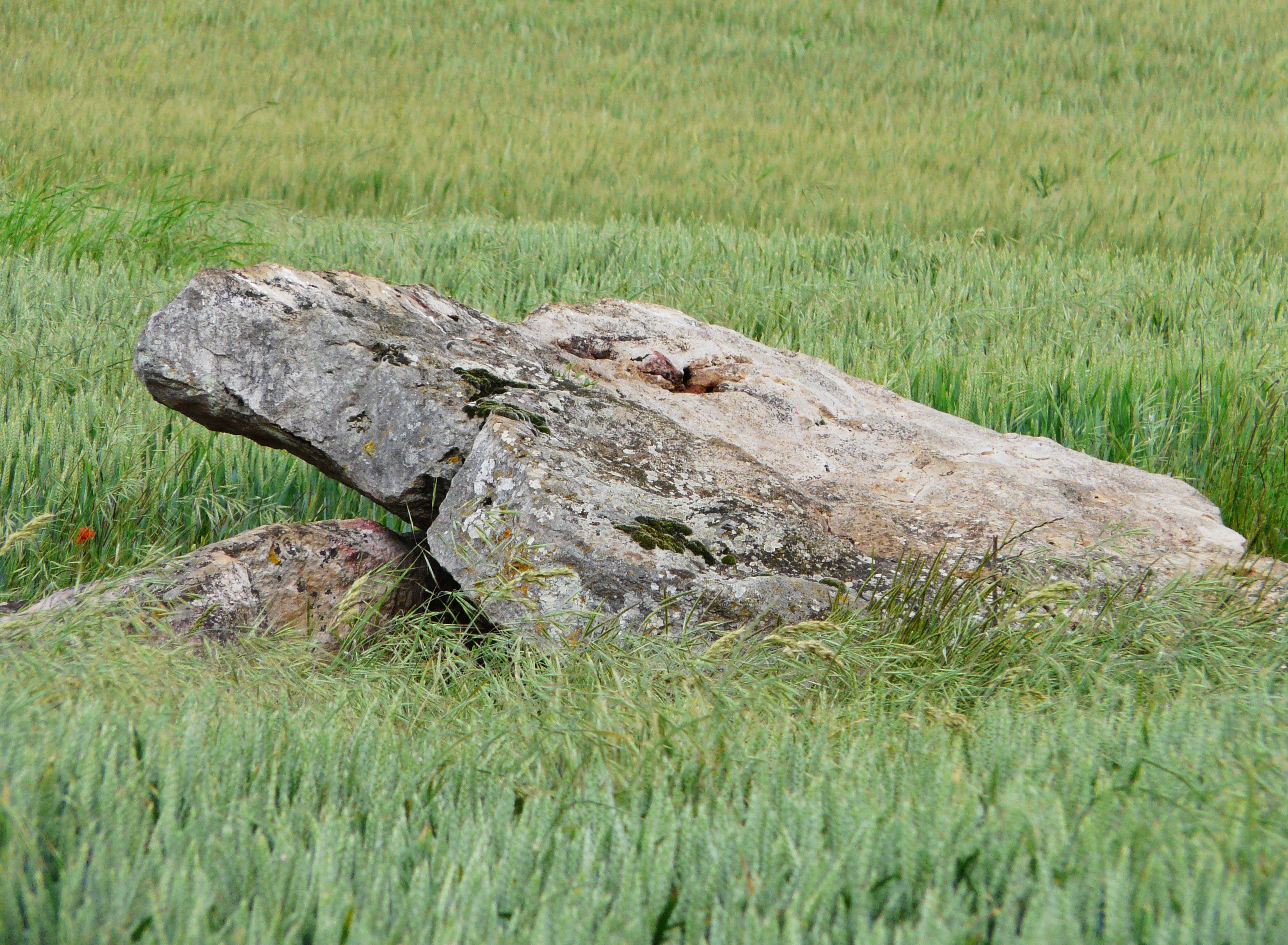
...en bordure de la route...
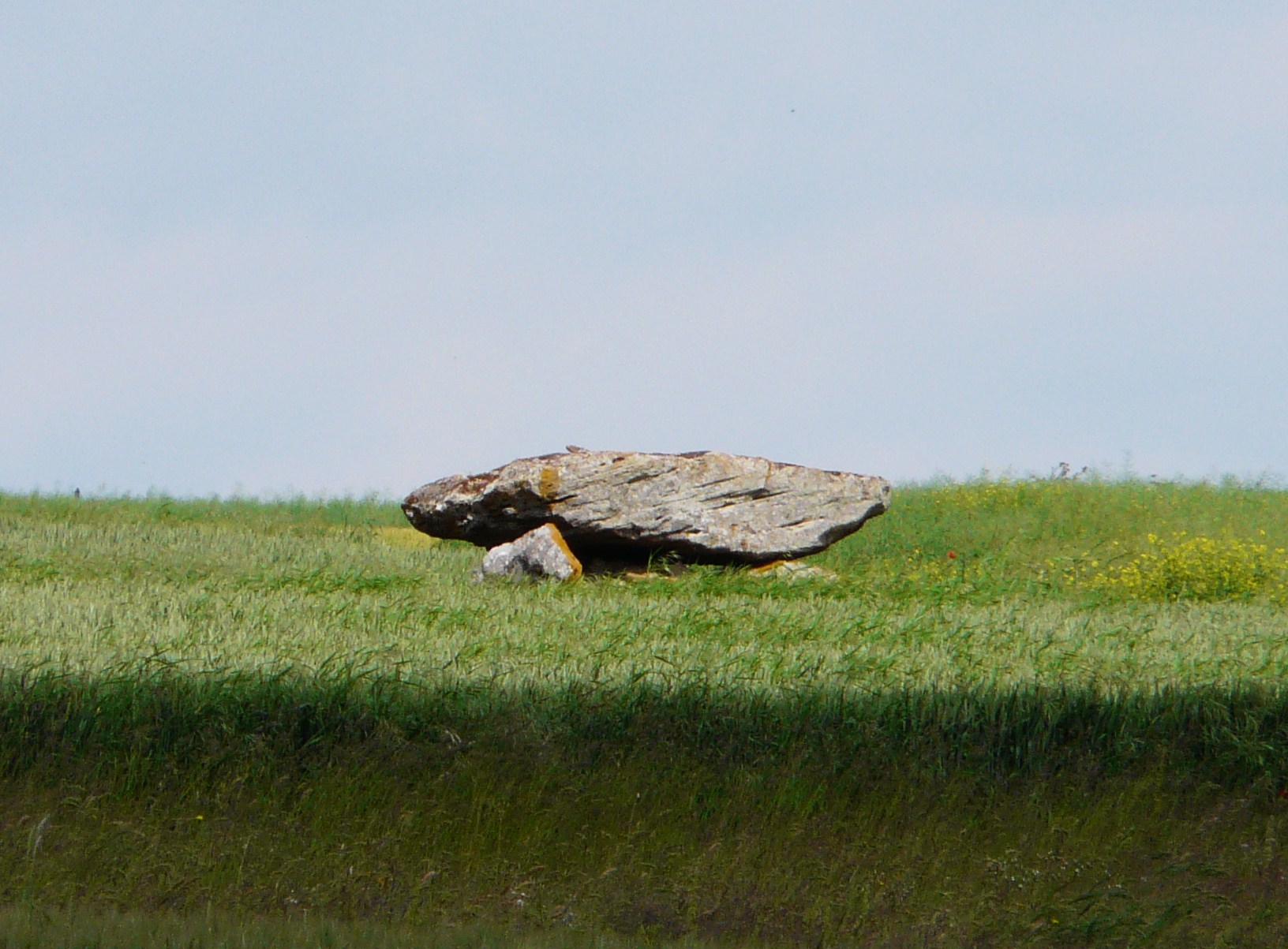
...départementale 37.

- Sites religieux : 
  - Église Notre-Dame au bourg de Taizé ;
  - Église Saint-Pierre de Maulais ;
  - Chapelle de Maranzais, au bord du Thouet.

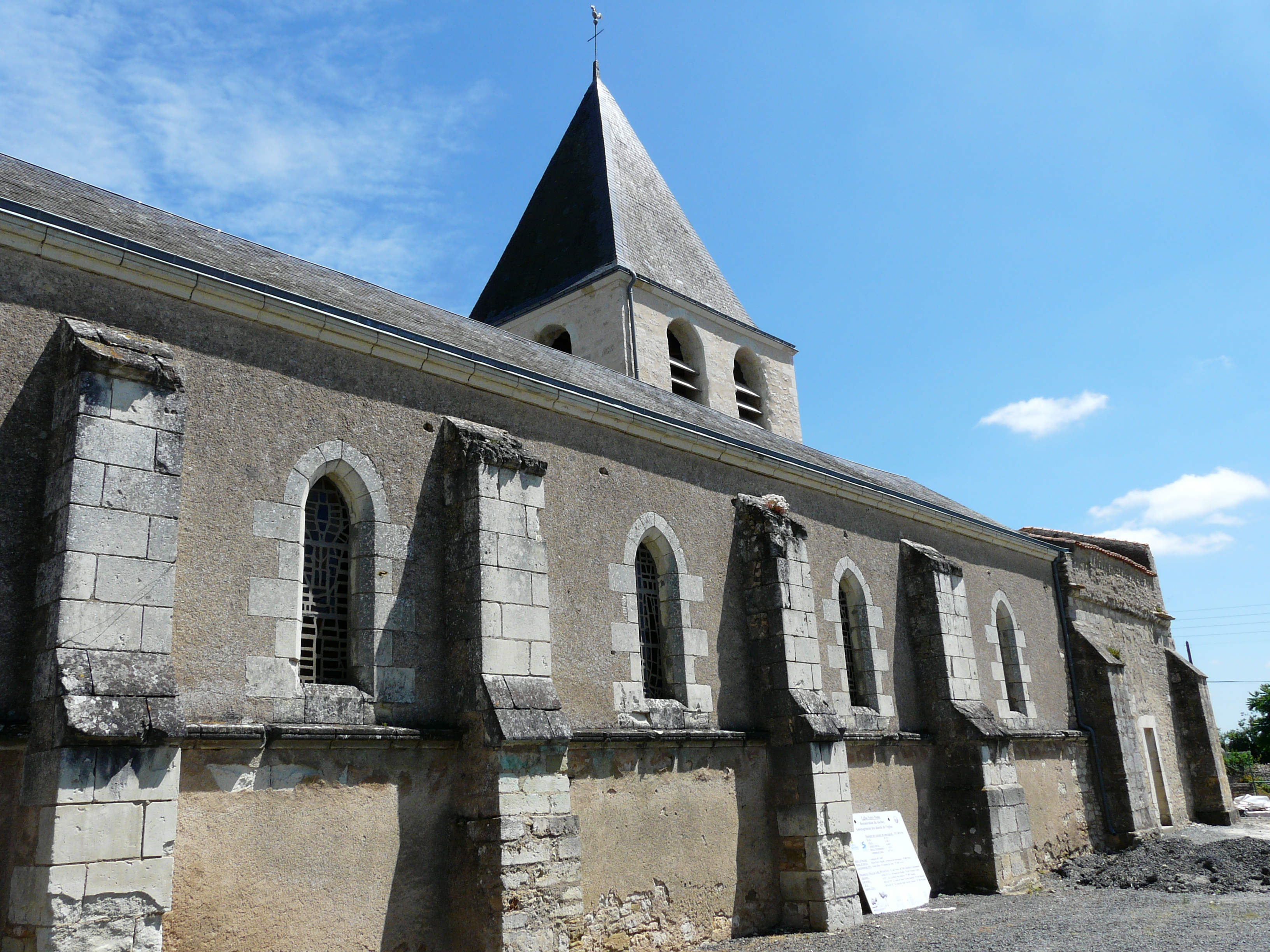
L'église Notre-Dame.
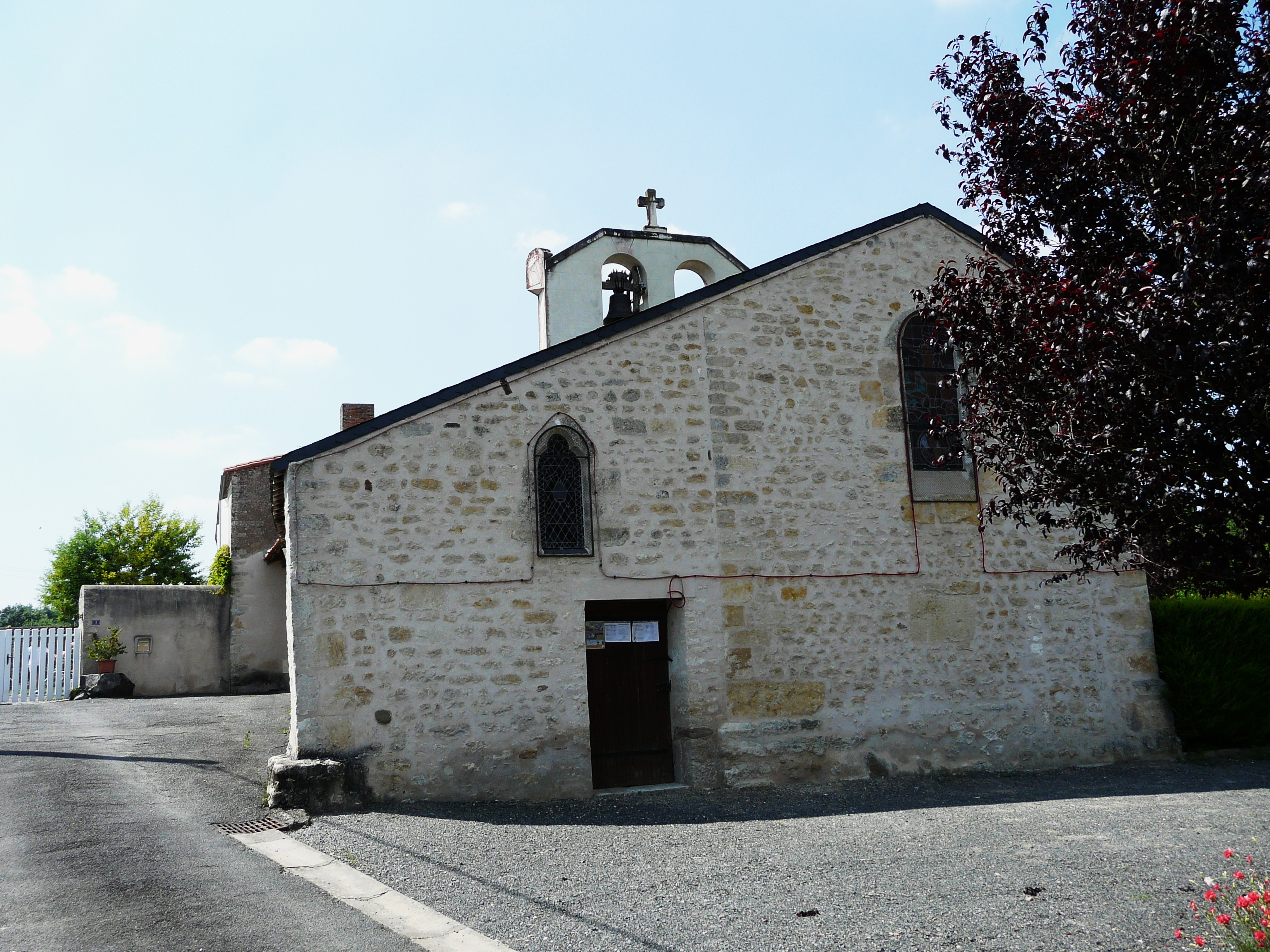
L'église Saint Pierre de Maulais.
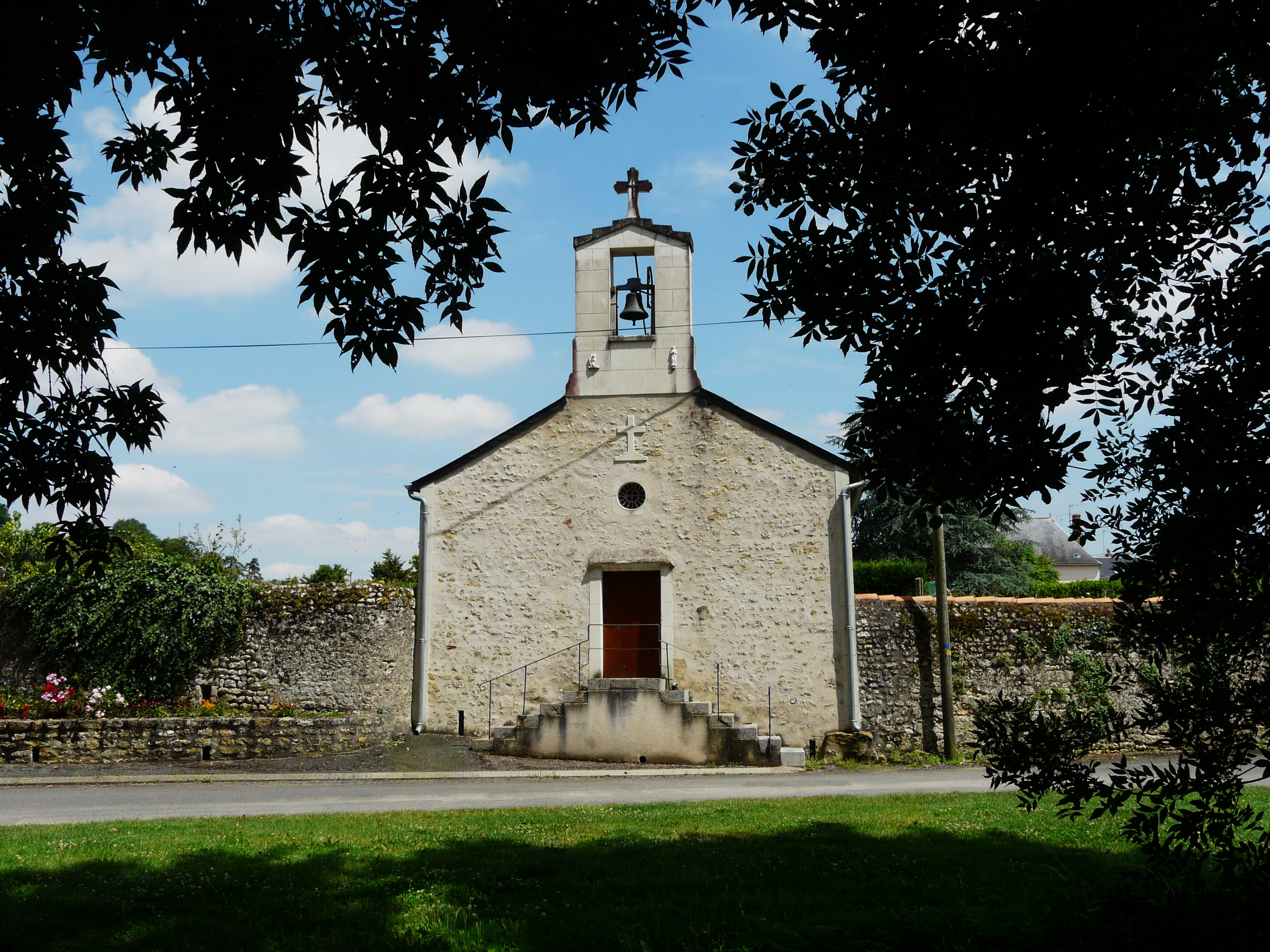
La chapelle de Maranzais.
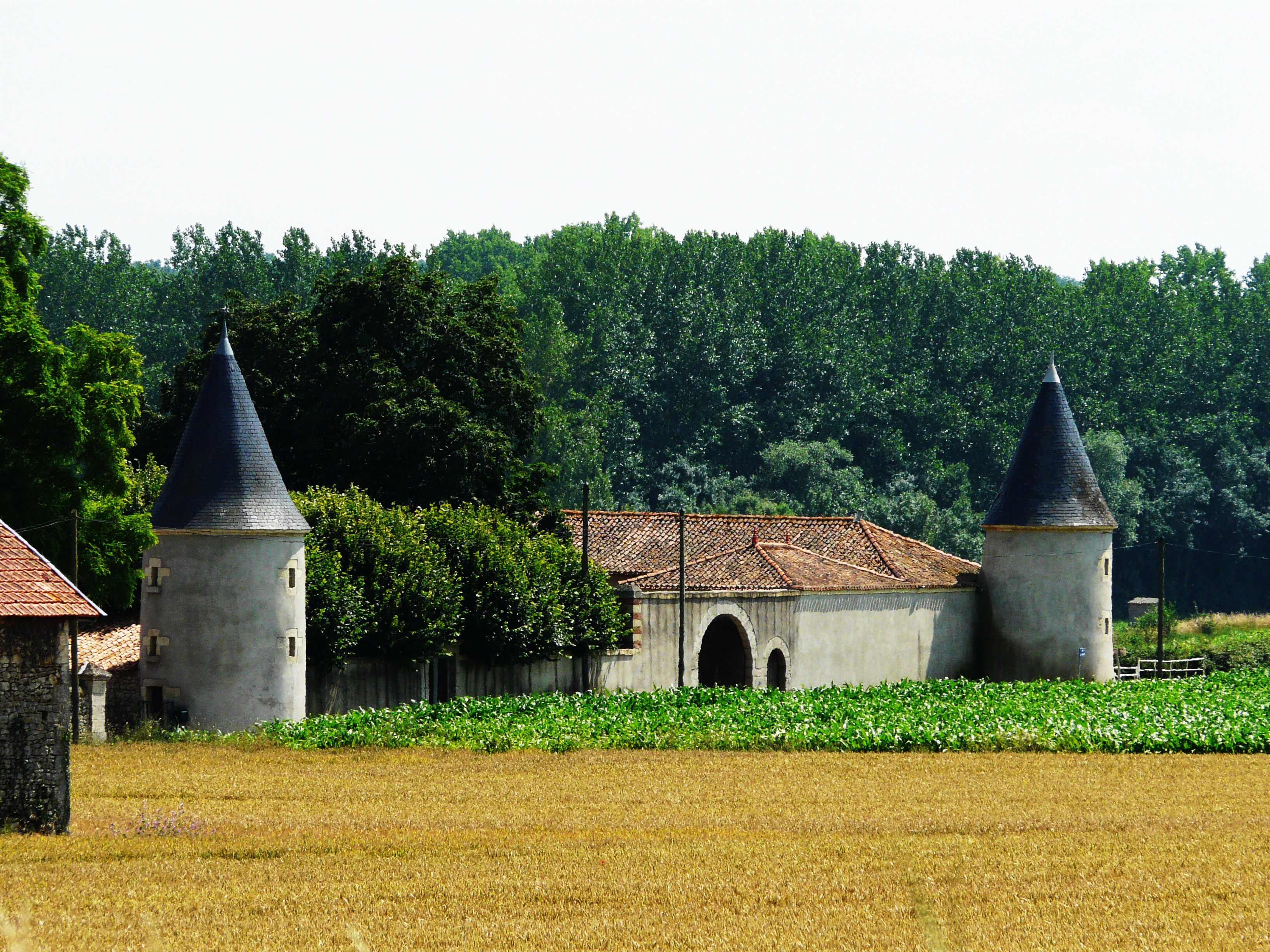
Maison noble à Auzay.

- Autres sites :
  - Une maison noble au lieu-dit Auzay
  - Les rives du Thouet sont un tronçon du sentier de grande randonnée GR 36, en rive droite de Maranzais à Ligaine, puis en rive gauche au sud de Ligaine.